# Heratskirch
Heratskirch is een plaats in de Duitse gemeente Bad Saulgau, deelstaat Baden-Württemberg, en telt 100 inwoners.